# Musikinstrumentenmuseum

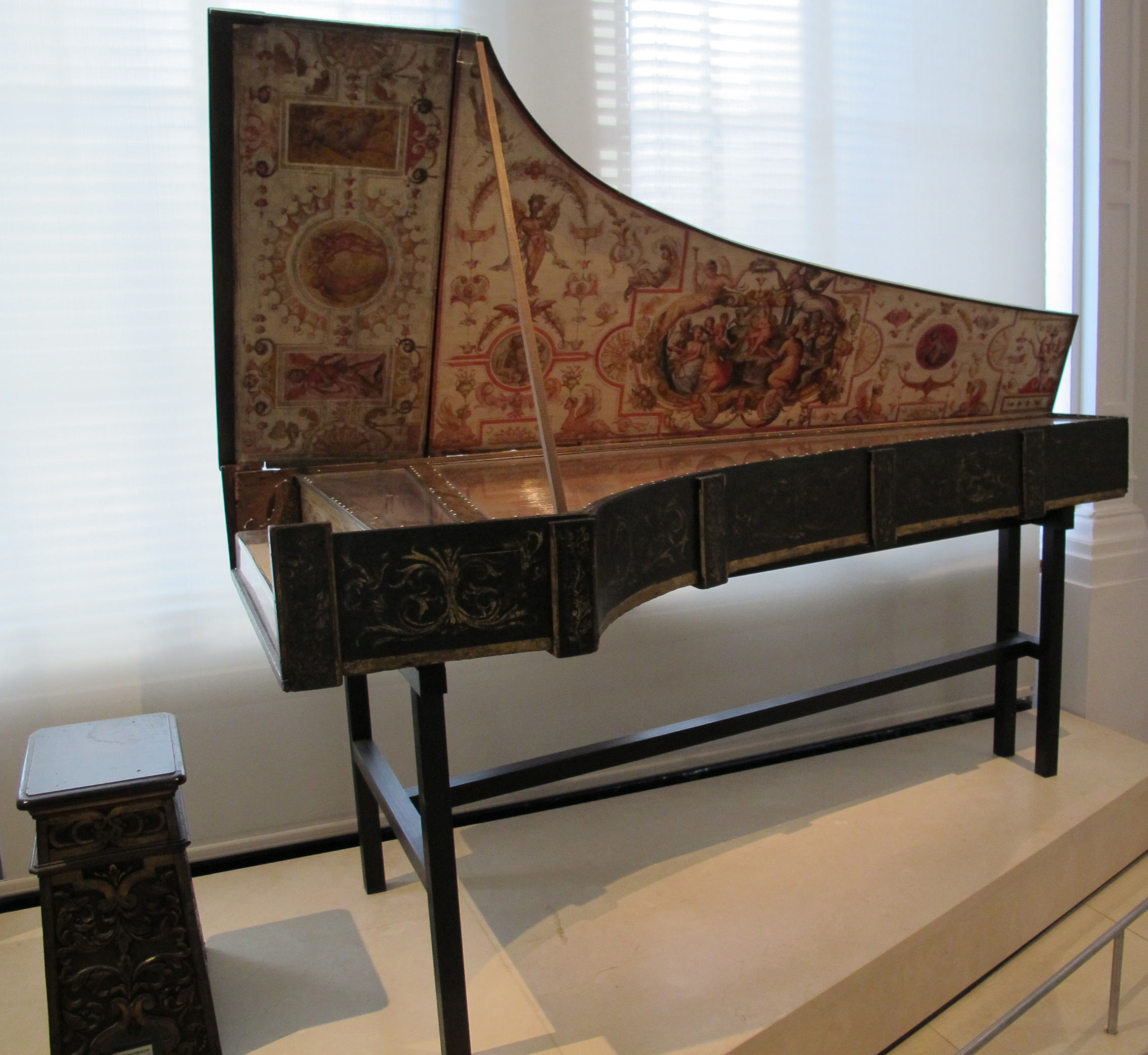
Cembalo von 1574, Victoria and Albert Museum, London

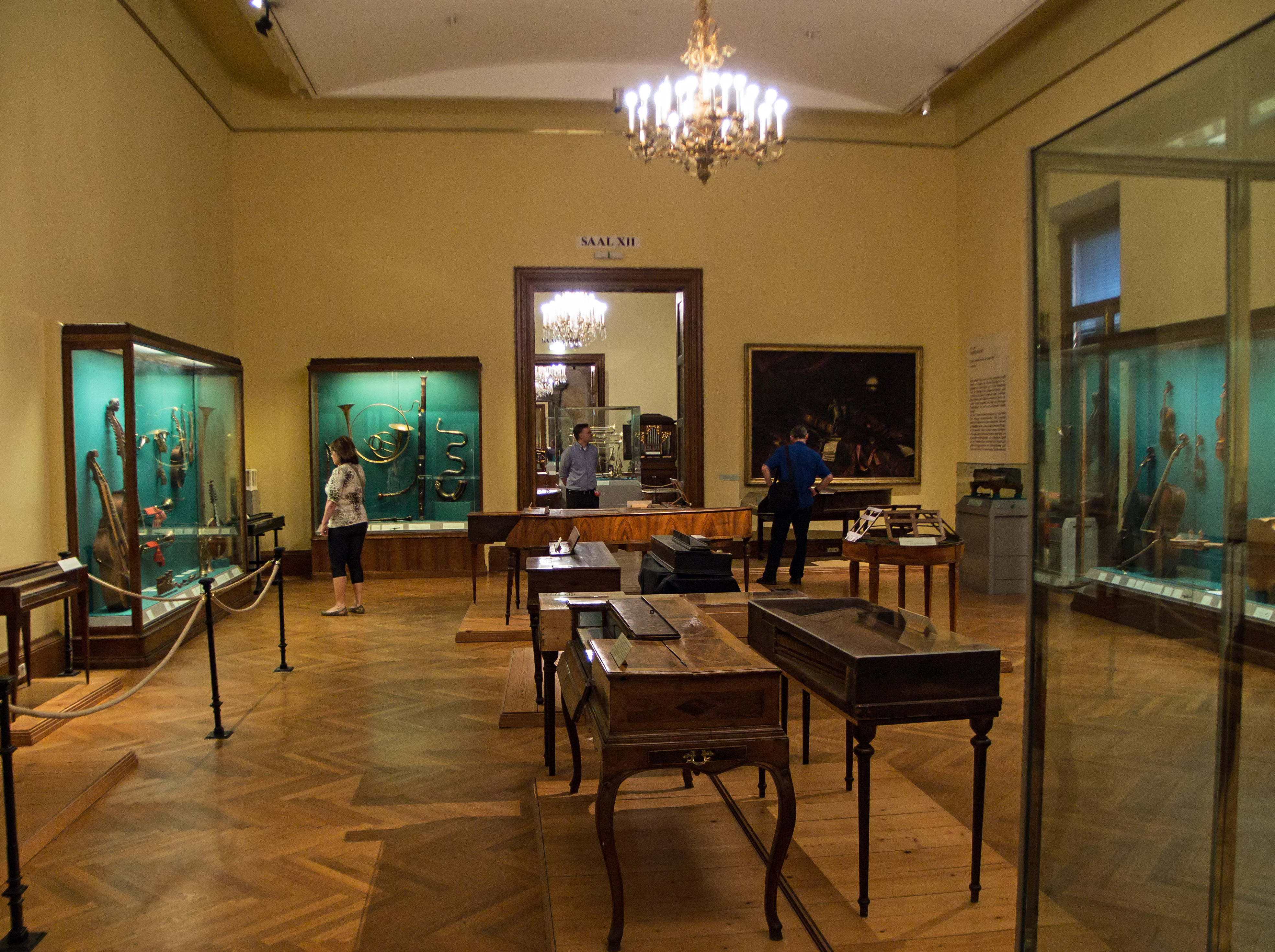
Ausstellungsraum der Sammlung alter Musikinstrumente in der Neuen Hofburg, Wien

Ein Musikinstrumentenmuseum ist ein Museum, in dem Musikinstrumente gesammelt und aufbewahrt werden.
Musikinstrumentenmuseen haben häufig in ihren Sammlungen einen inhaltlichen Schwerpunkt, z. B. die Geschichte der klassisch-europäischen Instrumente, vorklassische Instrumente, bestimmte Instrumentenfamilien, außereuropäische Instrumente usw.

## Überblick
Die bedeutendsten Sammlungen historischer Instrumente in Deutschland besitzen das Germanische Nationalmuseum in Nürnberg, das Musikinstrumenten-Museum Berlin, das Museum für Musikinstrumente der Universität Leipzig sowie das Orgel Art Museum in Windesheim (Rheinland-Pfalz). In Österreich ist die Sammlung alter Musikinstrumente im Kunsthistorischen Museum in Wien wohl die bedeutendste.
Häufig ist eine Instrumentensammlung Abteilung eines kunst-, kunstgewerbe-, technikgeschichtlichen oder historischen Museums, wie z. B. im Deutschen Museum in München, im Hamburger Museum für Kunst und Gewerbe, im Stadtmuseum München, dem Augustinermuseum Freiburg, im Historischen Museum Basel oder im Landesmuseum Württemberg.
Einen umfassenden Ansatz verfolgt das Instrumentenmuseum der Pariser Cité de la musique, dessen Grundstock klassisch-europäischer Instrumente die Sammlung des alten Konservatoriums bildete. Über hochrangige Sammlungen verfügen ferner das Londoner Victoria and Albert Museum, das Musikinstrumentenmuseum Brüssel, das Gemeentemuseum Den Haag und das Metropolitan Museum of Art in New York.
Zahlreiche Museen sammeln Objekte aus Spezialbereichen. Dazu gehören u. a. das Deutsche Musikautomaten-Museum in Bruchsal oder die Sammlung Rolf Irle in Wolfenbüttel. Eine weitere Gruppe von Museen entstand in bedeutenden Zentren der Musikindustrie wie das Musikinstrumenten-Museum Markneukirchen und das Deutsche Harmonikamuseum in Trossingen.

## Geschichte

### Vorgeschichte
Die Anfänge von Instrumentensammlungen lassen sich in der Zeit sehr weit zurückverfolgen. So bilden die Tempel- und Totenkulturen einen enormen Grundbaustein und sind die Anfänge einer bewussten Erhaltung von Musikinstrumenten. Religionen der alten Welt und des fernen Ostens spielen eine große Rolle, da durch den Glaube an den dauernden Wert gegenständiger Elemente die Vorstufe des rationalen Sammelns darstellt. Die Tempel Ostasiens, die Gräber des alten Orients stellen die Vorläufer der späteren musealen Einrichtungen dar. Kultinstrumente, welche für Begräbnisse gesammelt wurden stellen so die ersten erhaltenen Sammlungen dar. Ein besonders bemerkenswerter Fund ist eine 1972 ausgegrabene chinesische Grabstätte, welche 2100 Jahre alt ist. Bei den Adligen, welche in der Nähe von Changsha in der Provinz Hunan beigesetzt wurden, fand man sowohl Statuetten von Musikern, die Miniaturinstrumente spielten, als auch gut erhalte echte Instrumente. Auch in späteren Zeiten sind chinesische Grabmäler eine wichtige Quelle für historische Instrumente. So wurden in der Song-Dynastie (960–1126) enorm viele Zithern, Mundorgeln, Oboen und Schlaginstrumente in Heiligengräbern gesammelt.

### Mittelalter und Neuzeit
Aus dem christlichen und islamischen Mittelalter sind sehr wenige Musikinstrumente überliefert, da religiöse Vorstellungen eine kultische Verwendung einschränkten. Größere Instrumentensammlungen scheint es nicht gegeben zu haben. Instrumentalmusik spielte wohl eine eher untergeordnete Rolle.
Instrumentensammlungen hatten aber eine wichtige  Rolle in den höfischen Wunderkammern der Renaissance wie z. B. auf Schloss Ambras. Dabei wurde der Schwerpunkt aber auf kunsthandwerklich außergewöhnliche Exemplare gelegt. Nur Instrumente aus wertvollem Material, welche an den Höfen der Adeligen gespielt wurden, wurden bewusst in den Schatzkammern aufbewahrt. Das Victoria and Albert Museum und viele andere Kunstmuseen verfolgten diesen kunsthandwerklichen Ansatz auch noch später. Normale Musikinstrumente galten nur als Gebrauchsgegenstände. So erhöht sich der Wert von ikonographischen und schriftlichen Quellen für die Instrumentenkunde zur Erschließung des Instrumentariums.
Im 19. Jahrhundert spielten Privatsammlungen des Bürgertums und die Sammlungen der Musik-Konservatorien eine wichtige Rolle. Dabei wurden hauptsächlich Instrumente der klassischen und populären Musik des 17. bis 19. Jahrhunderts gesammelt. Die Sammlung des Bachhauses Eisenach beruht z. B. in ihrem Kern auf einer Schenkung des Leipziger Instrumentenhändlers Paul de Wit (1907, vier Instrumente) und einer Schenkung aus dem Nachlass des Musikwissenschaftlers und Sammlers Aloys Obrist (1910, 164 Instrumente). Außereuropäische Musikinstrumente sammelten dagegen u. a. das British Museum und viele volkskundliche Museen weltweit.

### Entwicklung staatlicher Museen
1888 wurde das Berliner Musikinstrumenten-Museum gegründet. Die bedeutende Sammlung alter Musikinstrumente im Kunsthistorischen Museum in Wien entstand 1916 und geht auf die Sammlungen der Habsburger zurück. Die 1946 entstandene „Städtische Musikinstrumentensammlung“ im Stadtmuseum München basiert auf der Sammlung von Georg Neuner (1904–1962). Die Musikinstrumenten-Sammlung des Germanischen Nationalmuseums in Nürnberg enthält Instrumente aller Gattungen vom 16. bis zum 20. Jahrhundert. Der Bestand umfasst nach zahlreichen Übernahmen von Privatsammlungen seit den 1960er Jahren heute über 3.000 Objekte. Wichtige neu gegründete Musikinstrumenten-Museen sind das im Jahr 2000 erweiterte Musikinstrumentenmuseum Brüssel und die 1995 gegründete Cité de la musique in Paris. Das naturwissenschaftlich ausgerichtete Deutsche Museum in München beschäftigt sich auch mit technischen Aspekten der Musikinstrumente.